# Cathy Kelley

Cathey Kelley (2025)

Cathy Kelley (* 27. September 1988 in Oak Park, Illinois) ist eine US-amerikanische Fernsehmoderatorin und Sportjournalistin, die derzeit bei World Wrestling Entertainment (WWE) unter Vertrag steht.

## Leben
Sie studierte an der Loyola University Chicago Journalismus und beendete ihr Studium mit einem Bachelor of Arts. Anschließend startete ihre Karriere in Chicago mit dem Programm GenYTV, wo sie sowohl als Moderatorin als auch als Produzentin auftrat. Anschließend moderierte und produzierte sie The Open House Television Show sowie die Show DSM Living auf ABC 5 WOI-DT.
Anschließend war sie Podcaster auf dem Kanal The AfterbuzzTV, wo sie wöchentlich Zusammenfassungen für WWE Raw und NXT lieferte. Außerdem führte sie Interviews für  Championship Wrestling in Hollywood. Neben dem Wrestling war sie außerdem Produzentin für den Kinderfernsehkanal Juce TV. Ihre journalistischen Tätigkeiten im Bereich Wrestling erregte die Aufmerksamkeit der Verantwortlichen bei WWE, die Kelley 2016 unter Vertrag nahmen. Ihre erste Aufgabe war die Berichterstattung über WrestleMania 32 auf WWE.com. Seitdem führt sie im Backstage-Bereich Interviews und ist außerdem als Moderatorin bei WWE Now zu sehen.